# Karel De Flou
Karel De Flou (Brugge, 9 juli 1853 – aldaar, 27 juni 1931) was een Belgisch historicus, filoloog en letterkundige.

## Levensloop
Karel De Flou was de zoon van de antiquaar en prentenhandelaar De Flou, die gevestigd was in de Gruuthusestraat, naast de drukkerij waar Guido Gezelles Jaer 30 verscheen. Hij verliet de schoolbanken toen hij dertien was en werd jonge bediende, vervolgens beambte bij de provincie West-Vlaanderen. Hij ging met pensioen in 1920. Gedurende vele jaren bekwaamde De Flou zich op eigen houtje in de Germaanse en oude talen en legde zich toe op taalstudie en geschiedenis. Vooral de toponymie boeide hem. De eerste bijdrage die van hem in druk kwam behandelde de Brugse straatnamen. Vanaf 1879 begon hij de toponiemen te verzamelen, een decennialange bezigheid die in zijn monumentale woordenboek zou uitmonden.
Hij was een schrijver en historicus met grote werkkracht en een goed geheugen. Zijn publicaties brachten hem faam en hij werd lid van de Koninklijke Vlaamse Academie voor Taal- en Letterkunde (1887) en van de Koninklijke Commissie voor Toponymie en Dialectologie (1926). Hij verkreeg een eredoctoraat van de Katholieke Universiteit Leuven (1928).
Hij werd bestuurslid van het Genootschap voor Geschiedenis te Brugge in 1911. 
Hij was ook de eerste bibliothecaris van het Willemsfonds te Brugge tot hij in 1885 zou worden opgevolgd door Joseph Henri Van Den Daele.
Zijn meesterwerk is het 'Woordenboek der Toponymie in Westelijk Vlaanderen'. In 1928 werd hem hiervoor (het werk was toen nog niet af) een grootse hulde gebracht. Egied Strubbe schreef na zijn dood: Zolang er mensen leven die onze geboortegrond liefhebben, zolang de Nederlandse taal onder de mensen zal gesproken worden, zal De Flou een ereplaats behouden in de rij van Nederlandse geleerden en zal zijn naam in verering blijven. Na zijn dood werd de publicatie van de laatste zes delen van het 'Woordenboek' bezorgd door Jos De Smet.
De Flou was in 1882 getrouwd met Eulalie Verbrugghe.

## Guido Gezelle
Karel de Flou en Guido Gezelle, beiden nauwgezette taalwetenschappers, hadden vriendschappelijke contacten. Ze stuurden elkaar overdrukken toe en voerden briefwisseling over punten van gemeenschappelijke interesse, onder meer wat betreft het West-Vlaams taalparticularisme. Dit is gebleken uit hun gedeeltelijk bewaarde en stilaan bekend geworden briefwisseling. 
Het Guido Gezellearchief bewaart 52 brieven van De Flou aan Guido Gezelle en 7 brieven van Gezelle aan De Flou. Ze behoren tot de periode 1882 tot 1897.

## Publicaties
- Geschiedenis der Kerels van Vlaanderen (1877)
- Schets der Nederlandsche Taal en der Taalstudie in de Nederlanden, (1883-84)
- Cartularium van kerk en armendisch van Sint-Michiels (1895)
- Promenades dans Bruges (1899, uitg. Aug. Bénard, Luik, 233 blz.)
- Guido Gezelle, een levensbericht, in: Verslagen en Mededelingen van de Koninklijke Vlaamse Academie, 1901.
- Een lofdicht op het Heilig-Bloed (1905)
- Woordenboek der Toponymie van Westelijk Vlaanderen, Vlaamsch Artesië, het Land van den Hoek, de graafschappen Guines en Boulogne en een gedeelte van het graafschap Ponthieu, Gent-Brugge, 1914-1938, 18 boekdelen.
- Over bronnen voor Toponymie. Inleiding tot de studie van de Vlaamsche plaatsnamen, Brussel, 1929.